# Labyrint (musikalbum)
Labyrint är ett album av det svenska punkbandet Radioaktiva Räker. Det spelades in i slutet av 1993 och släpptes 1994 på skivbolaget Beat Butchers. Text och musik på samtliga låtar är skrivet av Johan Anttila förutom Enter Sandstrand där texten är skriven av Jonas Lund.

## Låtlista
1. Befriad
2. Diamanter
3. Enter Sandstrand
4. Anafor
5. Ljus I Mörkret
6. Drömmen
7. Frimärkssamlaren
8. Igåridagimorgon
9. Aldrig Mer
10. Anti Allt
11. Skymningsland
12. Labyrint